# 諾沃克鎮區 (愛荷華州波特瓦特米縣)
諾沃克鎮區（英語：Norwalk Township）是位於美國愛荷華州波特瓦特米縣的一個行政鎮區。

## 地方資料
根據2010年美國人口普查的數據，諾沃克鎮區的面積為92.22平方千米，當中陸地面積為91.91平方千米，而水域面積為0.31平方千米。當地共有人口1525人，而人口密度為每平方千米16.54人。